# Svit
Svit ist eine Stadt am Fuße der Hohen Tatra in der Landschaft Zips (Prešovský kraj, Slowakei), westlich der Stadt Poprad.

## Bevölkerung
| Jahr                | 1994 | 2004    | 2014    | 2024    |
| ------------------- | ---- | ------- | ------- | ------- |
| Anzahl der Personen | 7563 | 7460    | 7739    | 7717    |
| Unterschied         |      | −1,36 % | +3,73 % | −0,28 % |

| Jahr                | 2023 | 2024    |
| ------------------- | ---- | ------- |
| Anzahl der Personen | 7686 | 7717    |
| Unterschied         |      | +0,40 % |

## Geschichte

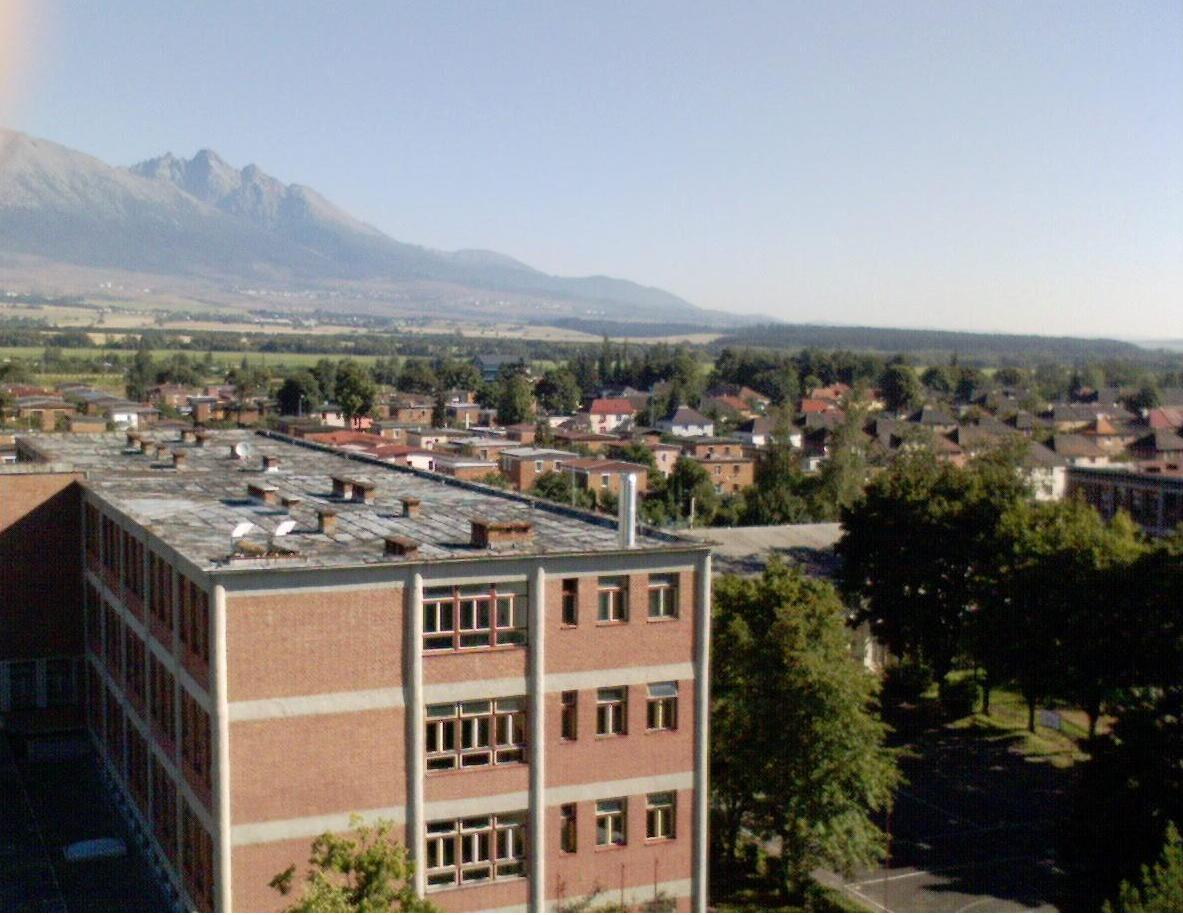
Svit

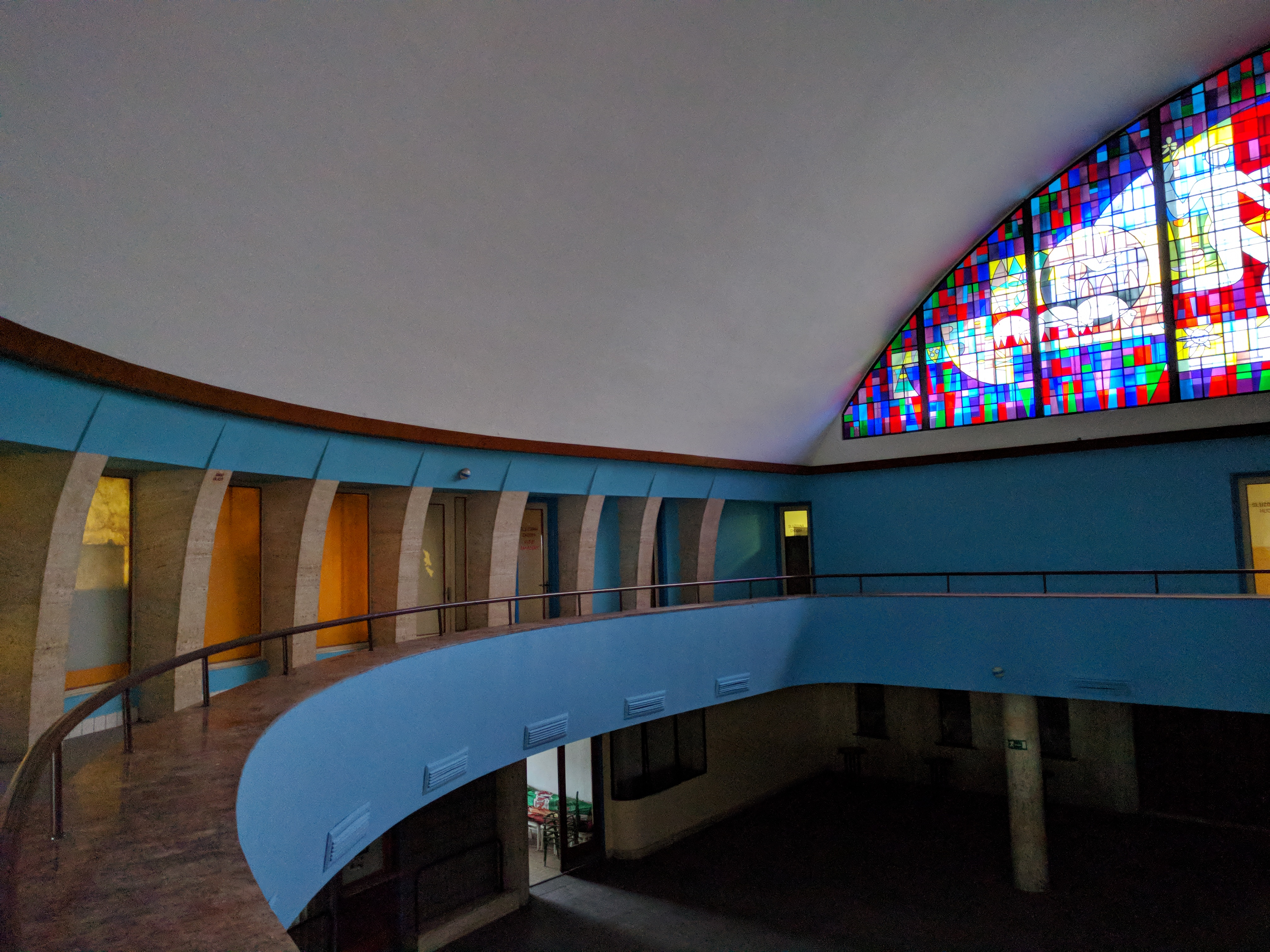
Das Innere der Bahnhofshalle von Svit

Die heutige Stadt ist eine Neugründung von 1934, damals zunächst unter dem Namen Baťovce (nach dem Konzern Baťa, der hier eine Siedlung für die Arbeiter errichten ließ). Zunächst war der Ort ein Teil von Veľká, das heute Stadtteil von Poprad ist. Ab 1937 hieß dann der Ortsteil offiziell Svit (steht für die Abkürzung von „Slovenské vizkózové továrne“ [Slowakische Viskosefabrik]), ein Unternehmen. das der böhmische Fabrikant Tomáš Baťa gegründet hatte. Am 4. Juni 1946 wurde die Gemeinde dann für selbständig erklärt. 1962 hat sie den Stadtstatus zuerkannt bekommen.
Das Stadtgebiet umfasst große Teile des damaligen Gebietes von Batizovce, aber auch kleinere Teile von Spišská Teplica, Lučivná und Mengusovce.

## Politik und Verwaltung

### Partnerstädte
Svit listet folgende vier Partnerstädte auf:
| Stadt                | Land                           | seit |
| -------------------- | ------------------------------ | ---- |
| Česká Třebová        | Pardubitzer Region, Tschechien | 2005 |
| Knurów               | Schlesien, Polen               | 2000 |
| Partizánske          | Trenčiansky kraj, Slowakei     |      |
| San Lorenzo in Campo | Marken, Italien                | 2016 |

## Persönlichkeiten
- Viera Janárčeková (* 1941), moderne Komponistin